# 프라소텔레시노
프라소텔레시노(이탈리아어: Frasso Telesino)는 이탈리아 캄파니아주 베네벤토도의 코무네다. 나폴리로부터 북동쪽 40km , 베네벤토 서쪽 20km 거리에 있다.